# 不受歡迎人物列表
本表為不受歡迎人物的名單。 不受欢迎的人（拉丁語：personae non gratae）是一個外交法律術語，指的是禁止进入或留在这个国家的外国人。因為外交官受到外交豁免的保护，能够免于逮捕和正常起诉程序，所以宣布為不受歡迎的人是一个国家可以对外国外交官所能採取的最嚴正的制裁形式。

## 列表

### 20世纪
- 1923年《洛桑条约》中包括了土耳其150位不受欢迎人物的名单，直到1938年土耳其取消这一名单。该名单主要禁止一批前奥斯曼帝国官员和大约100名其他人员进入土耳其[1]。
- 1936-1937年，日本外交官杉原千畝被苏联宣布为不受欢迎的人，因其从事间谍情报工作，并被怀疑与俄罗斯白军有联系[2][3]。
- 1942年，西班牙王后维多利亚·欧亨尼亚被意大利王國政府宣布為不受欢迎的人，被迫离开意大利。 据当时在梵蒂冈的美国代表哈罗德·蒂特曼说，这是因为她“毫不掩饰地倾向同盟国”[4]。
- 1973年，瑞典驻智利大使哈拉尔德・爱德尔斯塔姆被智利政府宣布为不受欢迎的人，原因是他在1973-1990年间藏匿並帮助受到智利军政府迫害的反对派成员，而且還占领古巴驻圣地亚哥大使馆，收容数百名难民，并宣布该大使馆为瑞典领土。[5]
- 1986年起，前联合国秘书长、奥地利总统库尔特·瓦尔德海姆及他的妻子在美国被認為是不受欢迎的人，因为其被指控纳粹战争罪，曾經參與納粹大屠殺。[6]
- 1952年9月，美国驻苏联大使乔治·凯南在德国将斯大林治下的莫斯科的生活水平比作纳粹德国的监狱，被苏联宣布为不受欢迎的人。 苏联拒绝让凯南重新进入苏联。[7][8]
- 1976年3月，美国驻喀麦隆及赤道几内亚大使赫爾伯特·斯皮羅（英语：Herbert Spiro），被赤道几内亚宣布为不受歡迎人物。 几天后，赤道几内亚外交部给国务院发了一封电报，宣布斯皮罗和陪同他访问的领事William C. Mithoefer Jr都被禁止入境。[9]
- 1979年4月，美國中央情报局伊朗问题专家乔治·W·卡夫（英语：George W. Cave）被伊朗政府宣布为不受欢迎的人。[10]
- 1984年，中华民国政府把周大福劫案主犯黃志明列為不受歡迎人物遞解出境，遣返香港[11]。
- 1995年，克罗地亚宣布卡尔·比尔特為不受欢迎的人，宣稱其已经“丧失了作为和平调解人所必需的可信度”。 比尔特曾向议会主席团主席表示，克羅地亞獨立戰爭中克羅地亞國父弗拉尼奥·图季曼和塞爾維亞克拉伊納共和國领导人Milan marti（英语：Milan marti）一样犯有战争罪行。[12]
- 1998年，在電影《铁狱魔难（英语：Breakdown Palace）》上映後，女演员克莱尔·丹妮斯在《时尚》杂志上稱马尼拉是一个“可怕而古怪的城市”后，被菲律宾政府宣布为不受欢迎的人。[13][14]
- 美國男演員李察·基爾和哈里遜·福特因長期支持達賴喇嘛，西藏流亡政府和西藏獨立運動，因此長期被中華人民共和國列為不受歡迎人物。

### 2000年-2009年
- 2000年，以色列在1999年奥地利立法选举（英语：1999 Austrian legislative election）后宣布奥地利右翼政客约尔格·海德尔为不受欢迎的人，因为他创建的右翼民粹主义政党奥地利自由党進入联合政府。[15]
- 2000年2月19日，美国宣布古巴驻华盛顿利益代表处的副领事何塞·伊匹亚托里（Jose Imperatori）为不受欢迎的人。 伊匹亚托里被指控充当中间人协助马里亚诺·法赫特（Mariano Faget）从事间谍活动。 伊匹亚托里拒绝离开，但最终于2000年2月26日被驱逐出境。[16][17]
- 2002年10月26日，日本驻外武官、海上自卫队一等海佐天野宽雅于浙江省宁波市的军事禁区内被发现并逮捕。随后在时任日本大使阿南惟茂的“长时间拘留违反维也纳公约”的抗议下获得释放但被中国政府要求自主离境。[18]。
- 2007年，北马里亚纳群岛邦众议院通过决议，投票決議將塞班岛居民、美国公民润·霍奇斯（Ron Hodges）宣布为不受欢迎的人。[19] 霍奇斯因为在一封題為Chamberonomics的信中譴責北马里亚纳群岛及其虐待外来工人問題，[20] 支持美国接管北马里亚纳群岛的劳工和移民事务。 长期以来，北马里亚纳群岛服装行业的劳工和人权问题一直受到国际社会的批评。 由于议会的决议涉及到北马里亚纳群岛主权问题，而在布什总统签署頒布的《综合自然资源法案》（Consolidated Natural Resources Act of 2008）后，北马里亚纳群岛劳工和移民事務歸联邦管理，因此该决议並未真正得到执行。[21][22][23]
- 2008年，玻利维亚总统埃沃·莫拉莱斯宣布美国大使菲利普·戈德堡为不受欢迎的人，声称美国政府密谋反对他并支持他的反对者。[24]
- 在玻利维亚驱逐戈德堡后不久，委内瑞拉总统查韦斯宣布美国大使帕特里克·杜迪为不受欢迎的人，声援莫拉莱斯的行动。 查韦斯没有提到杜迪任何具体的违规行为。
- 2008年10月，在黑山和马其顿共和国承认科索沃独立后，塞尔维亚驱逐了这两个国家的大使。[25] 2008年11月，马来西亚承认科索沃独立后，塞尔维亚也驱逐了马来西亚大使。[26]
- 2008年，以色列外交部宣布美国普林斯顿大学国际法名誉教授理查德·A·福尔克（英语：Richard A. Falk）为不受欢迎的人，因为其担任联合国人权理事会关于1967年以来巴勒斯坦被占领土人权状况的特别观察员 时曾将以色列对待巴勒斯坦人的方式与纳粹对待犹太人的方式相提并论[27][28]，以色列在2008年5月和2008年12月禁止福尔克入境。[29][30][31][32][33][34][35] 截至2011年3月，以色列仍然禁止福尔克入境。[36]
- 2008年12月23日，斐济将新西兰高级专员驱逐出境，因为新西兰未给予其总统办公室一名高级官员之子学生签证。 此前一天，临时斐济总理宣布，他不会驱逐新西兰最高外交官，因为他希望改善与新西兰的关系。作为报复，新西兰宣布斐济驻惠灵顿高级专员为不受欢迎的人。新西兰总理约翰·基前一天表示，如果斐济高级专员被驱逐，将采取报复行动。[37]
- 2009年1月，由于以色列在加沙地带的军事活动，委内瑞拉驱逐了以色列外交官。以色列同样命令委内瑞拉外交官离开该国，并宣布其为本国不受欢迎的人。[38]
- 2009年3月，玻利维亚总统埃沃·莫拉莱斯宣布一名美国驻玻利维亚大使馆成员为不受欢迎的人。[39]
- 2009年3月31日，香港作家陶傑就南海爭議撰文以「僕人國家」調侃在香港輸出大量外籍家庭傭工的天主教國家菲律宾，而被菲律宾政府宣布列為不受歡迎人物[40]。在陶傑親自前往菲律賓駐港總領事館及在電台上多番致歉後，禁令在同年4月中解除[41]。
- 2009年4月8日，摩尔多瓦总统弗拉迪米尔·沃罗宁宣布罗马尼亚大使Filip Teodorescu和议员部长Ioan gaborian为不受欢迎的人，声称摩尔多瓦议会大厦上的摩尔多瓦国旗在摩尔多瓦选举后的骚乱中被拆除并换上罗马尼亚和欧盟旗帜，“他们的所作所为与他们作为外交官的地位不相匹配”。[42][43]
- 2009年6月8日，俄罗斯政府宣布芬兰外交官Simo Pietiläinen为不受欢迎的人，因其协助安东·萨洛宁逃离俄罗斯（英语：Anton Salonen incident）而引发争议，此前他的父亲和俄罗斯出生的情人长期存在监护权纠纷。[44]
- 2009年8月21日，因为匈牙利总统绍约姆·拉斯洛在斯洛伐克边界城市科马尔诺为匈牙利国王圣斯蒂芬的雕像揭幕，斯洛伐克宣布拉斯洛为不受欢迎的人。当天是匈牙利庆祝圣国王节过后第二天，同时也是1968年布拉格之春中匈牙利、苏联及华沙条约成员国入侵捷克斯洛伐克的周年纪念日。 斯洛伐克总理罗伯特·菲佐也对匈牙利总统“试图强调匈牙利在斯洛伐克领土上的主权地位”表示关切。[45][46][47]
- 2009年11月3日，斐济总理宣布澳大利亚和新西兰驻斐济外交官为不受欢迎的人。 作为回应，一天后，澳大利亚和新西兰政府宣布斐济驻澳和驻新代表为不受欢迎的人，并给予他们24小时离开该国。 斐济总理弗兰克·姆拜尼马拉马决定无限期推迟该国的选举，也加剧斐济和澳新之间的国际紧张关系[48]。

### 2010年-2019年
- 2010年1月8日，埃及外交部宣布英国尊重党政治家乔治·加洛韦为不受欢迎的人，此前他曾试图搭乘200辆援助卡车组成的车队与国际活动人士一起进入加沙地带。 他随后被从埃及驱逐回英国。[49]
- 2010年10月，意大利歌手Albano Carrisi因未经阿塞拜疆许可访问纳戈尔诺-卡拉巴赫地區而被列入阿塞拜疆不受欢迎的人名单。[50]
- 2011年3月11日，美国房地产大亨和美國总统候選人唐納·川普被巴拿马城市议会宣布为"不受欢迎的人"，因為他在接受采访时表示，美国"白白送掉巴拿马运河"是"愚蠢"的[51]
- 2011年3月30日，科威特外交部长宣布包括大使在内的三名伊朗外交官为不受欢迎的人，因为其蓄意实施间谍活动。 科威特埃米尔直接下令让副首相和外交部长驱逐了伊朗高级外交官。[52]
- 2011年4月5日，厄瓜多尔外交部宣布美国大使希瑟·M·霍奇斯（英语：Heather Hodges）為不受欢迎的人，因为她未能夠對維基解密所洩漏之有關厄瓜多爾的文件有充分解釋。 作为报复，美国于2011年4月7日宣布厄瓜多尔大使Luis Gallegos为不受欢迎的人。[53]
- 2011年4月27日，马拉维宣布英国駐馬拉維大使弗格斯·科克伦-戴特（英语：Fergus Cochrane-Dyet）為不受歡迎人物，因為其在維基解密所洩露的一份电报中，声称马拉维总统"正变得越来越独裁和不能容忍批评"。[54][55]
- 2011年5月1日，英國外交大臣威廉黑格宣布利比亚驻英国大使Omar Jelban為不受歡迎人物，並限令其於24小时內離開英國。 此次驱逐是為回應卡扎菲之子在北约空袭中丧生后利比亚對英國駐的黎波里大使館的襲擊事件。[56]
- 2011年5月6日，法国宣布14名前利比亚驻巴黎外交官为不受欢迎的人，因为他们"的行为和活动不符合特别是第1973号决议在内的联合国决议"以及"不保护利比亚平民"。[57]
- 2011年5月19日，俄罗斯外交部称宣布一名以色列驻莫斯科武官瓦迪姆·莱德曼（Vadim Leiderman）为不受欢迎的人，因为其被发现从一名俄罗斯公民处获取秘密信息。[58][59]
- 2012年1月6日，美国知会委内瑞拉政府其外交官Livia Acosta Noguera 不受欢迎的人，并要求她在2012年1月10日前离开美国，随后声明于1月8日公开。此前美国联邦调查局对环球电视网 (美国)纪录片中的指控展开了调查。 这部纪录片声称，包括委内瑞拉、伊朗和古巴在内的几个国家的外交官正在搜集情报以对美国设施进行网络攻击，并且已经与墨西哥国立自治大学的一个充当黑客的团体取得联系。[60][61]
- 2012年4月8日，以色列宣布1999年诺贝尔文学奖获得者、德国诗人君特·格拉斯为不受欢迎的人，因为他在诗歌《必须要说的话（英语：What Must Be Said）》警告说，以色列威胁到了"本已脆弱的世界和平"。[62][63]
- 2012年5月29日，作为对2012年5月25日胡拉大屠杀的回应，法国政府宣布叙利亚大使 Lamia Shakkour以及另外两名使馆官员为不受欢迎的人。 荷兰外交大臣尤里·罗森塔尔（英语：Uri Rosenthal）也宣布叙利亚驻荷兰大使为不受欢迎的人。[64]
- 2012年9月7日，加拿大政府宣布所有在加拿大的伊朗外交官不受欢迎。 加拿大驻伊朗大使馆也被关闭。[65]

- 玛林·梅玛（英语：Marin Mema）因对恰默阿尔巴尼亚人（英语：Cham Albanians）的报道被禁止进入希腊，并被宣布为不受欢迎的人[66]。梅玛主要从事调查报导工作。2011年至2012年，他在玛加里蒂报道希腊政府征用並侵吞恰默阿尔巴尼亚人的财产。阿尔巴尼亚记者联盟在地拉那的希腊大使馆前抗议入境禁令。[67]
- 2013年5月14日，俄罗斯外交部宣布美国驻莫斯科大使馆政治部第三秘书瑞安·福格尔（Ryan Fogle）为不受欢迎人士。他被指控试图招募一名俄罗斯特别服务人员，并被指控为中央情报局特工。[68]5月17日，为了进一步报复，俄罗斯联邦安全局披露了中央情报局在俄情报站站长史蒂芬·福尔摩斯（英语：Stephen Holmes (CIA)）的身份。[69][70]
- 2013年6月，西班牙歌剧演唱家蒙特賽拉特·卡芭葉因未经阿塞拜疆允许擅自访问纳戈尔诺-卡拉巴赫，被列入阿塞拜疆不受欢迎人士名单。[50][71]
- 2013年7月6日，菲律宾移民局在马尼拉尼诺阿基诺国际机场阻止荷兰活动家托马斯·范·比尔森（Thomas van Beersum）离开菲律宾。托马斯·范·比尔森在菲律宾总统贝尼尼奥·阿基诺三世发表国情咨文时参加了反对菲律宾政府的政治集会。范·比尔森斥责一名警察流泪的照片在网上疯传，引起菲律宾网民的愤怒，这引起了媒体的关注。而且范·比尔森是持旅游签证来到菲律宾。这位荷兰活动人士于8月7日因“逗留时间过长”和“参与党派政治活动”被驱逐出境，并被列入不受欢迎的人黑名单。[72][73]
- 2013年11月23日，埃及宣布土耳其大使Hüseyin Avni Botsalı（土耳其語：Hüseyin Avni Botsalı）为不受欢迎的人，因为时任土耳其总理埃尔多安批评埃及推翻前总统穆罕默德·穆尔西。[74]
- 2014年7月7日，巴林王国外交部要求美国國務院民主人權勞動事務助卿（英语：Assistant Secretary of State for Democracy, Human Rights, and Labor）湯姆·馬林諾斯基立即辞职。巴林国家新闻机构巴林新闻社（英语：Bahrain News Agency）报道称，马林诺夫斯基“与某一特定政党举行了会议，损害了其他对话者的利益，从而歧视一个民族，违反外交准则，藐视正常的州际关系”，因此被宣布为不受欢迎的人。[75]
- 2014年12月，爱沙尼亚政府宣布意大利记者朱利叶托·基耶萨（英语：Giulietto Chiesa）为不受欢迎的人。基耶萨是前欧洲议会议员，曾是欧盟-俄罗斯议会合作委员会代表团的成员，并作为拉脱维亚俄罗斯族联盟的候选人参加竞选。他原定在欧洲和俄罗斯关系会议上发表讲话，爱沙尼亚安全部门认为这与俄罗斯外国情报机构有关。他入境后在塔林被捕并被驱逐出境。[76]
- 2015年5月，菲律宾政府宣布美国摄影师、旅游博主Nathan Allen为不受欢迎的人。这一声明是对艾伦“我梦想着这”页面上的一条Facebook帖子的回应，据说这条帖子批评菲律宾旅游局的效率。[77]
- 2015年10月，厄立特里亚政府宣布历史学家Michela Wrong、小说家Hannah Pool和短篇小说作家Jacob M. Appel为不受欢迎的人，因为其批评伊薩亞斯·阿費沃爾基政权。[78]
- 2016年10月27日，巴基斯坦驻印度外交官迈赫穆德·阿赫塔尔（Mehmood Akhtar）因涉嫌“间谍活动”被印度外交部长宣布为“不受欢迎的人”。[79]印度政府采取这一行动之际，两国关系日益紧张，双方都发生了越境袭击事件，造成平民和军人伤亡。[80]
- 2016年10月27日，巴基斯坦外交部长召见印度大使苏吉特·辛格（Surjeet Singh），告知他已被驱逐出境。在印度政府拘留了一名巴基斯坦外交官后不久，这名印度外交官被宣布为不受欢迎的人。辛格还被质询有关于印度政府在拘留外国使节期间违反《维也纳公约》的情况。这些行动都牵动着高度敏感的印巴两国外交关系。[81]
- 2016年12月29日，美国宣布35名俄罗斯外交官为“不受欢迎人士”，以回应据称克里姆林宫支持的对2016年美国总统大选的干涉。[82]
- 2017年3月4日，马来西亚政府宣布朝鲜驻马来西亚大使姜哲为不受欢迎的人，原因是朝鲜用VX神经毒气刺杀朝鲜最高领导人金正恩的弟弟金正男。[83]姜哲本应至布城与马来西亚外交部会面，但直到声明发表前都未能露面。马来西亚政府要求姜哲就之前攻击马来西亚方面的言论表示道歉。[84][85]
- 2017年6月4日，香港藝人林雅詩因直播遭質疑造假的搶劫片段被馬來西亞警方建議列入不受歡迎人物，永久禁止入境[86]。
- 2017年7月，尼古拉斯·马杜罗领导的委内瑞拉政府宣布五名拉美前领导人为不受欢迎的人，因为他们以国际观察员的身份参加了反对派举行的非正式公投。墨西哥前总统比森特·福克斯·克萨达于7月16日被禁。[87]哥伦比亚前总统安德烈斯·帕斯特拉纳、玻利维亚前总统豪尔赫·基罗加、哥斯达黎加前总统劳拉·钦奇利亚和米格尔·安吉尔·罗德里格斯于7月18日被禁。[87]委内瑞拉外交部长塞缪尔•蒙卡达（Samuel Moncada）表示，被邀请作为观察员的拉美领导人是“政治上的短劍黨”、“小丑”、以及“将自己出卖给最大的金主、并听从别人各处差遣自己、并重复执行他们的命令”的雇佣兵。[88]
- 2017年8月，秘魯因不滿委內瑞拉總統尼古拉斯·马杜罗，宣佈驅逐委內瑞拉大使莫萊羅出境，限他5日內離開秘魯。委內瑞拉政府作出報復，同樣限秘魯大使羅西（Carlos Rossi）在5日內離開。
- 2017年8月2日，俄罗斯副总理德米特里·罗戈津被摩尔多瓦政府宣布为不受欢迎的人，因为其邻国罗马尼亚以俄罗斯飞机上有受国际制裁人员为由拒绝向俄罗斯开放领空。[89][90]
- 2018年4月25日，菲律宾驻科威特大使雷纳托·维拉（Renato Villa）被科威特外交部认定为不受欢迎的人，并限令一周内离开，因为杜特尔特领导下的菲律宾政府营救受到虐待菲律宾家政女佣，并禁止本国海外务工人员赴科威特工作。[91][92][93]
- 2018年5月22日，委内瑞拉总统尼古拉斯·马杜罗宣布美国驻委内瑞拉大使托德·D·罗宾逊（英语：Todd D. Robinson）及其副手布莱恩·纳兰霍（Brian Naranjo）为不受欢迎的人，因为美国加大对委内瑞拉的经济制裁，以及大使此前曾声称马杜罗是一个“权力强盗”以及委内瑞拉选举既不“自由和公正”。[94][95][96]
- 2018年8月5日，加拿大驻沙特大使丹尼斯·霍拉克（Dennis Horak）被宣布为不受欢迎的人，此前加拿大政府曾呼吁释放被拘留的公民活动人士[97][98]。
- 2019年3月6日，委内瑞拉宣布驅逐德國驻委内瑞拉大使丹尼爾·克里納（Daniel Kriener），須於48小時內出境，指他干預內政。[99]
- 2019年11月15日，玻利维亚过渡政府外交部长隆加里克宣布委内瑞拉外交官为不受欢迎人物，她表示：“他们因干涉国家内政将在短期内离境。”[100]

### 2020年以來
- 2022年9月26日，俄羅斯聯邦安全局拘捕了日本駐俄羅斯聯邦遠東海參崴總領事館領事本木辰典（Motoki Tatsunori），並將其列為不受歡迎人物及下令他需在48小時內離境，原因是他從事間諜活動。日本政府否認相關指控，並對此表示嚴重抗議，亦要求俄方道歉及防止類似事件再度發生[101]。
- 2023年5月8日，加拿大政府宣布驱逐中国外交官赵巍，并将其列为不受欢迎人物，稱不會容忍外國干涉加方內政。[102]此前，加拿大指控中国外交官骚扰其港裔议员莊文浩的家属。[103]5月9日，中方稱针对加方无理行径，决定采取对等反制措施，将加拿大驻上海总领馆领事甄逸慧列为“不受欢迎的人”，已要求其5月13日前离华。[104]
- 2024年2月19日，以色列宣布巴西總統盧拉為不受歡迎人物，因為盧拉早前指責以色列在以色列—哈馬斯戰爭期間，對加沙的巴勒斯坦平民實施種族滅絕，並指有關行為與希特拉殺害猶太人無異。[105]
- 2024年4月4日，厄瓜多尔外交部宣布墨西哥驻厄大使为“不受欢迎人士”，次日厄瓜多爾军警侵入墨西哥大使館逮捕寻求庇护的前副總統豪尔赫·格拉斯，随后墨西哥外交部宣布中断与厄瓜多尔的外交关系。[106][107][108]
- 2024年12月6日，巴拉圭外交部宣布中華人民共和國外交官徐偉為不受歡迎人物，因其干預內政、挑撥巴拉圭與台灣的關係。[109]

## 另見
- 不受欢迎的人
- 被阿塞拜疆宣布为不受欢迎人物列表（英语：List of people declared personae non gratae in Azerbaijan）
- 中华人民共和国的制裁
- 美国对中华人民共和国的制裁